# 海尔利永阿市镇
海尔利永阿市镇（瑞典語：Herrljunga kommun）是瑞典西部西约塔兰省的一个市镇。其治所位于海尔利永阿。